# 施拉本多夫湖

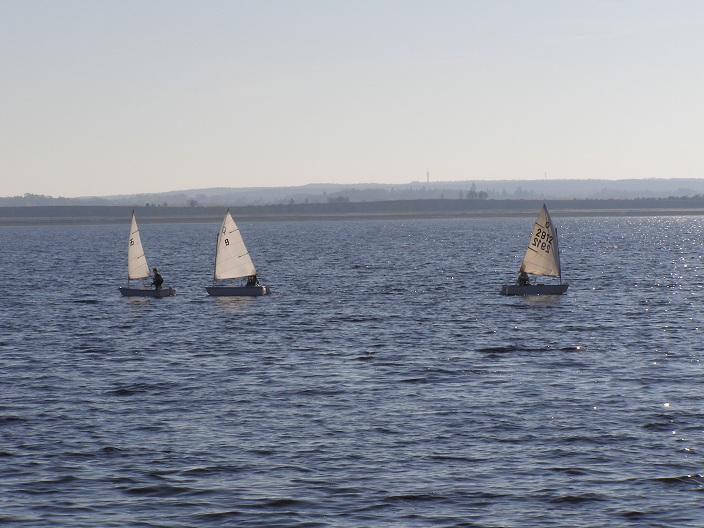

51°47′43″N 13°48′30″E / 51.7953°N 13.8084°E
施拉本多夫湖（德語：Schlabendorfer See），是德國的湖泊，位於該國西南部，由勃蘭登堡州負責管轄，面積6平方公里，海拔高度55米，平均水深8.5米，最大水深32米。